# شون پاپدی

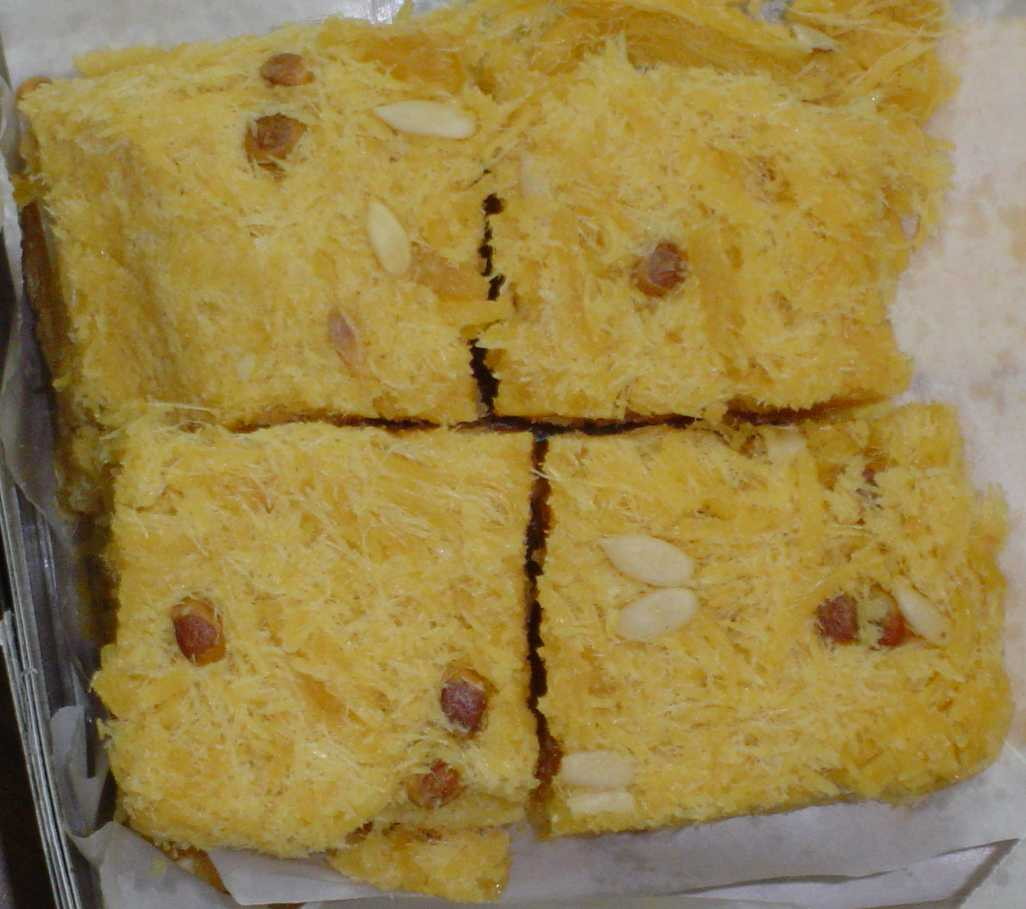
شون پاپدی

شون پاپدی (انگلیسی: Soan papdi) که به آن سوهان پاپدی هم می‌گویند، یک نوع شیرینی محلی در شبه‌قاره هند است. این نوع شیرینی در هند و بنگلادش بسیار پرطرفدار است.

## ریشه
ریشه این شیرینی ایرانی است و خود کلمه از کلمه سوهان مشتق شده‌است. در فارسی می‌توان به آن سوهان پشمکی گفت. باید توجه کرد که «شون» به صورت Soan نوشته می‌شود که همان سوهان (Sohan) است. و علت این نوع تلفظ آن است که در زبان بنگلادشی، صدای «س» وجود ندارد و به جای آن از «ش» استفاده می‌شود.